# Matteo Ronto
Pour les articles homonymes, voir Matteo et Ronto.
Matteo Ronto est un poète néolatin italien de la Renaissance.

## Biographie
Né en Grèce de parents vénitiens, il prit l’habit religieux parmi les Olivetains et passa sa vie dans un couvent de cet ordre à Sienne, où il mourut en 1442. Il essaya de traduire la Divine Comédie de Dante en autant de tercets latins qu’il y en avait d’italiens dans l’original. C’était reprendre l’idée primitive du poète florentin, qui, suivant Boccace, Mannetti et autres biographes, avait eu le projet d’écrire son poème en latin. On sait que de son temps la langue « vulgaire » était méprisée ; Pétrarque s’excuse presque d’avoir écrit dans cette langue, et il comptait beaucoup plus sur la durée d’un poème latin dont on ne connaît plus que le titre, que sur celle de son désormais célèbre Canzoniere. On voulut ensuite latiniser les chefs-d’œuvre de la poésie italienne, et le Tasse, l'Arioste, Dante trouvèrent des hommes pour se charger de ce travail. Ces essais ont néanmoins été oubliés depuis. Dans plusieurs bibliothèques d’Italie on conserve des copies de la version de Ronto ; on en cite même un exemplaire d’une grande beauté, orné de miniatures, et dans lequel chaque chant est précédé d’un argument en prose italienne par Boccace, et chaque Cantica terminée par un Capitolo en tercets, qui en contient l’épilogue, et qu’on attribue aussi à Boccace ou à Jacopo Alighieri, fils de Dante. Pour juger du succès de Ronto, on peut examiner les fragments rapportés par Vandelli, Mehus, degli Agostini et Zaccaria. Ronto a écrit aussi la Storia dell’invenzione e traslazione de’ sacri corpi di S. Maurelio e del B. Alberto, tous les deux évêques de Ferrare. Les pères bollandistes n’ont fait aucune mention de cet ouvrage, quoiqu’ils aient parlé (Acta Sanctorum, t. 2, p. 156) de cette même translation. On a également de lui une Vie d’Alexandre V, en mauvais latin, publiée dans le tome 4 des Miscellanées de Lucques. D’après le témoignage de Ronto, ce pape était né en Grèce et non pas en Italie, comme plusieurs écrivains l’ont assuré. Dans la bibliothèque du marquis Ricciardi à Florence, on conservait une traduction que ce même auteur avait faite, en prose italienne, des sept Psaumes pénitentiaux. On a disputé longtemps sur la patrie de Ronto. Lancellotti (Hist. Olivet., lib. 1, p. 49, et Michelangelo Belforti, Chronol. Cænobior. viror. illust. Congreg. Montis-Oliveti, p. 64), l’ont regardé comme Vénitien, tandis qu’Enéas Sylvius, dans ses Comment., publiés sous le nom de Gobellinus, l’a cru Sicilien. Mais outre que Mongitore ne l’a pas compris parmi les auteurs cités dans sa Bibliotheca Sicula, Ronto lui-même s’est déclaré Grec dans une espèce de prologue, placé en tête de sa version latine du poème de Dante :

« Clara salis genuit vatem Florentia Dantem,
Græcia sed fratrem peperit me Rompo Matheum,
Vaticulum sciolum, Venetique fuere parentes. »